# Constitution provinciale de la ville libre hanséatique de Brême
La Constitution provinciale de la ville libre hanséatique de Brême du 21 octobre 1947 (Landesverfassung der Freien Hansestadt Bremen vom 21. Oktober 1947) est la constitution du Land de Brême datant du 21 octobre 1947. Elle comprend 158 articles.

## Structure
- Préambule
- Première partie : Droits et devoirs fondamentaux
- Deuxième partie : Organisation de la vie en société
  - 1re section : La famille
  - 2e section : L’éducation et l’enseignement
  - 3e section : Le travail et l’économie
  - 4e section : Les Églises et les communautés religieuses
- Troisième partie : Structure et missions de l’État
  - 1re section : Dispositions générales
  - 2e section : Référendum, parlement provincial et gouvernement provincial
    - I. Le référendum
    - II. Le parlement provincial (Bürgerschaft)
    - III. Le gouvernement provincial (Sénat)

  - 3e section : La législation
  - 4e section : L’administration
  - 5e section : La juridiction
  - 6e section : Les communes
- Dispositions transitoires et finales

## Organes
- Bürgerschaft de Brême
- Sénat de la ville libre hanséatique de Brême
- Cour d’État de la ville libre hanséatique de Brême